# Militärstraße

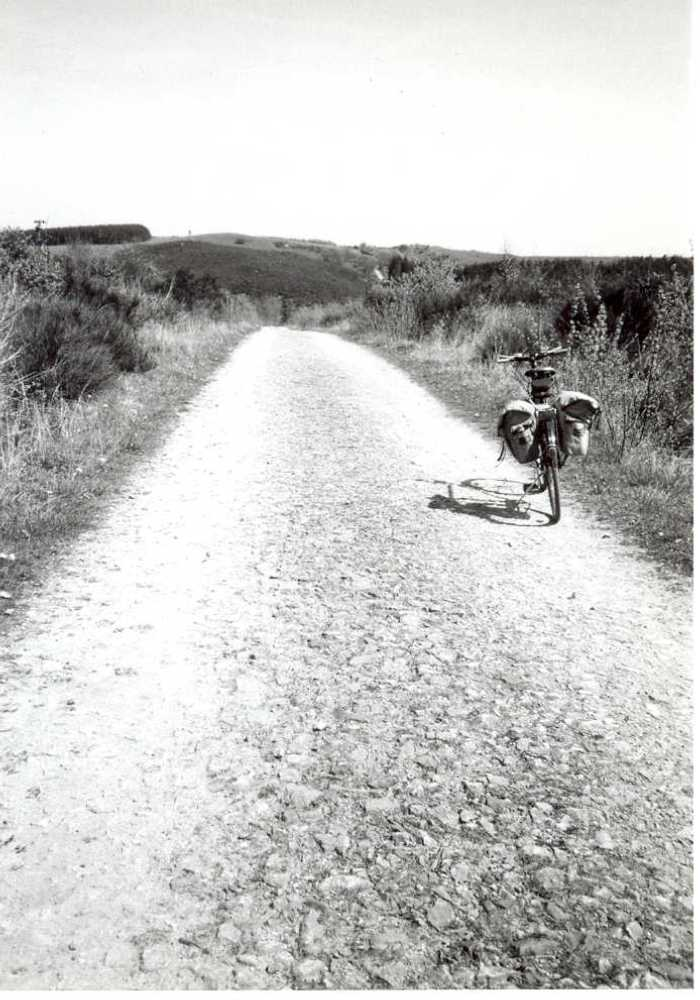
Eine frühere Römerstraße in der Eifel

Eine Militärstraße oder Heer(es)straße ist eine Straße, die zum Zwecke der schnellen Bewegung von Truppen und Material erbaut wird oder wurde. Die ersten Militärstraßen wurden von den Römern erbaut, die wie keine andere Macht vor ihnen den Straßenbau perfektionierten und dadurch ihre militärische Übermacht schnell an die Kriegsschauplätze verbrachten. 
Diese Straßen wurden dann in der Folge von Siedlern und Händlern zur Besiedlung neuer Landstriche benutzt und führten in der Folge auch zu neuen Städtegründungen.
Auch in Germanien gab es Heerstraßen in der Zeit der Anwesenheit römischer Truppen. Südlich des Limes schufen die Römer Straßen, um Truppen schnell verlegen zu können. Diese Straßen sind noch über tausend Jahre nach dem Ende der Römerherrschaft unter der Bezeichnung „römische Heerstraße“ bekannt, so die Straße, welche einst die Römerorte Cannstatt und Pforzheim oder Weil im Dorf (seit 1933 Stuttgart-Weilimdorf) mit Leonberg verband.
Anton Friedrich Büsching nennt 1780 in einer „Topographie des Hochstifts Hildesheim“ zur Lage der beschriebenen Dörfer, Siedlungen, Gehöfte und sonstigen Örtlichkeiten als Lagebeschreibung Begriffe wie Goslarische Heerstraße, Preußische Heerstraße, Hannöversche Heerstraße, Wolfenbüttelsche Heerstraße, Braunschweiger Heerstraße, Hildesheimische Heerstraße oder auch Heerstraße von Hildesheim nach Celle.

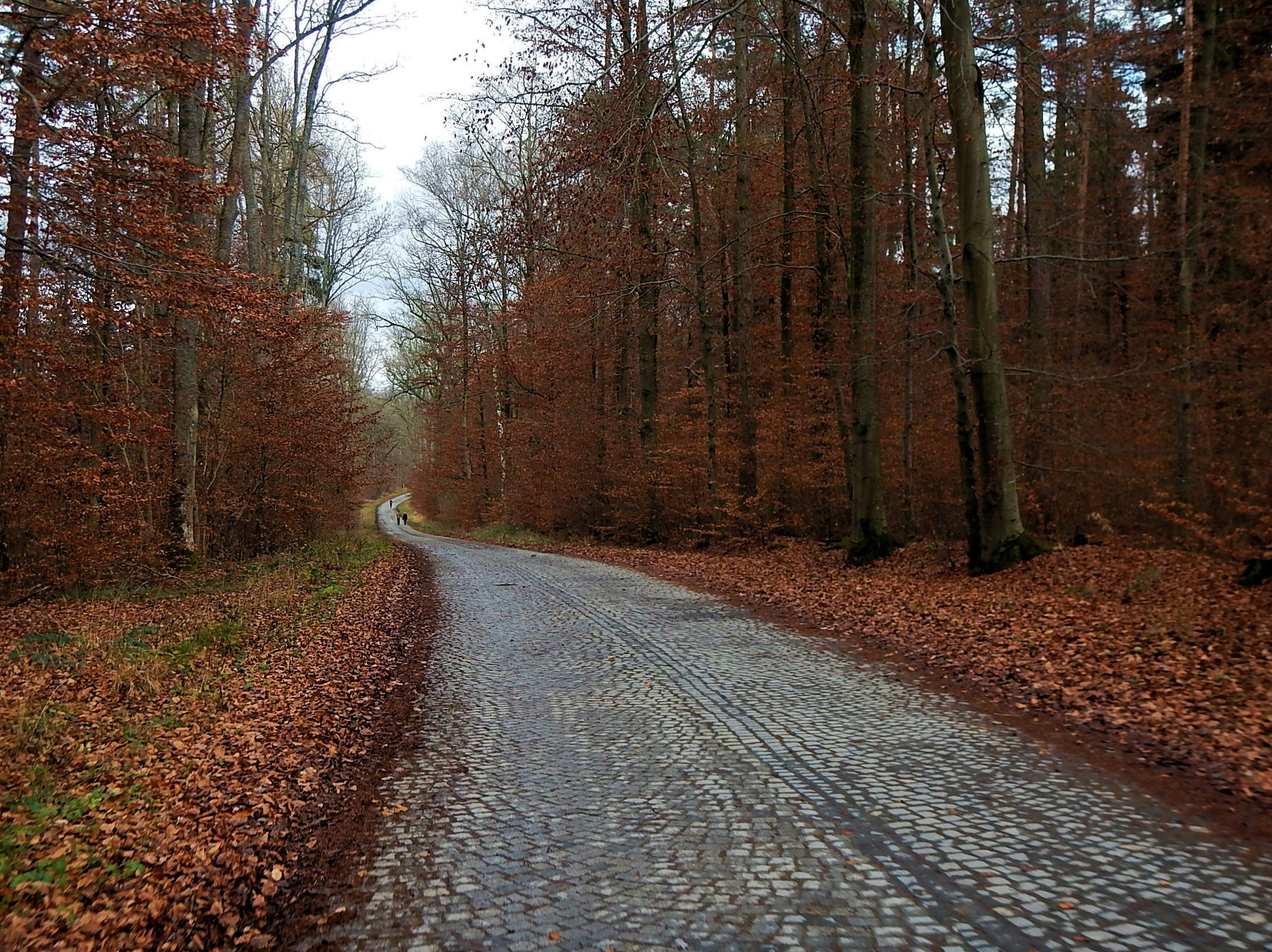
Panzerstraße von 1938 zwischen Panzerkaserne Böblingen und Kurmärker Kaserne

## Definition
Den Begriff Heerstraße gab es schon im Mittelhochdeutschen als her-strâze. In den „Althochdeutschen Glossen“ wird er verwendet als „via publica, heristraza, herstrazza“
Adelungs Grammatisch-Kritisches Wörterbuch der Hochdeutschen Mundart von 1796 definiert als Heerstraße „eine breite Straße durch ein Land, auf welcher ein Kriegesheer bequem fortkommen kann; die Landstraße, so fern sie durch ein ganzes Land, oder aus einem Lande in das andere gehet.“ Das Südhessische Wörterbuch weist die Verwendung des Begriffs super herweg schon 1307 nach. Johann Georg Krünitz verweist in seiner Enzyklopädie auf „Land-Straße“ und stellt im Landstraßenlemma den Zusammenhang mit Heerstraße her: „Sie wird auch die Heer-Straße, oder der Heer-Weg, im Angels. ‚Herestraet’, im mittlern Lat. ‚Herestrata‘, sonst ‚Via militaris’, (genannt), theils von Heer, Krieges-Heer, weil ein Krieges-Heer auf solcher Straße bequem fortkommen kann; theils von Heer, eine jede Menge Menschen.“ Das Deutsche Wörterbuch der Gebrüder Grimm definiert im Lemma „Heerstrasze“ den Begriff Heerstraße so: „strasze für das heer, breite landstrasze, ahd. heristrâʒa“ (althochdeutsch) und weist darauf hin, dass früher unter Heerstraße eine Römerstraße verstanden wurde. Wörtlich heißt es: „Bemerkenswert wird in einer quelle von 1464 noch unterschieden zwischen heerstrasze (Römerstrasze) und landstrasze, letztere als die strasze genommen, die mehrere orte des engern landes unter einander verbindet: ‚zwüschent der heerstrausz und lantstrausz. ein acker nebent der heerstrausz und nebent der lantstrausz hinuf’.“

## Militärstraßen in den Alpen

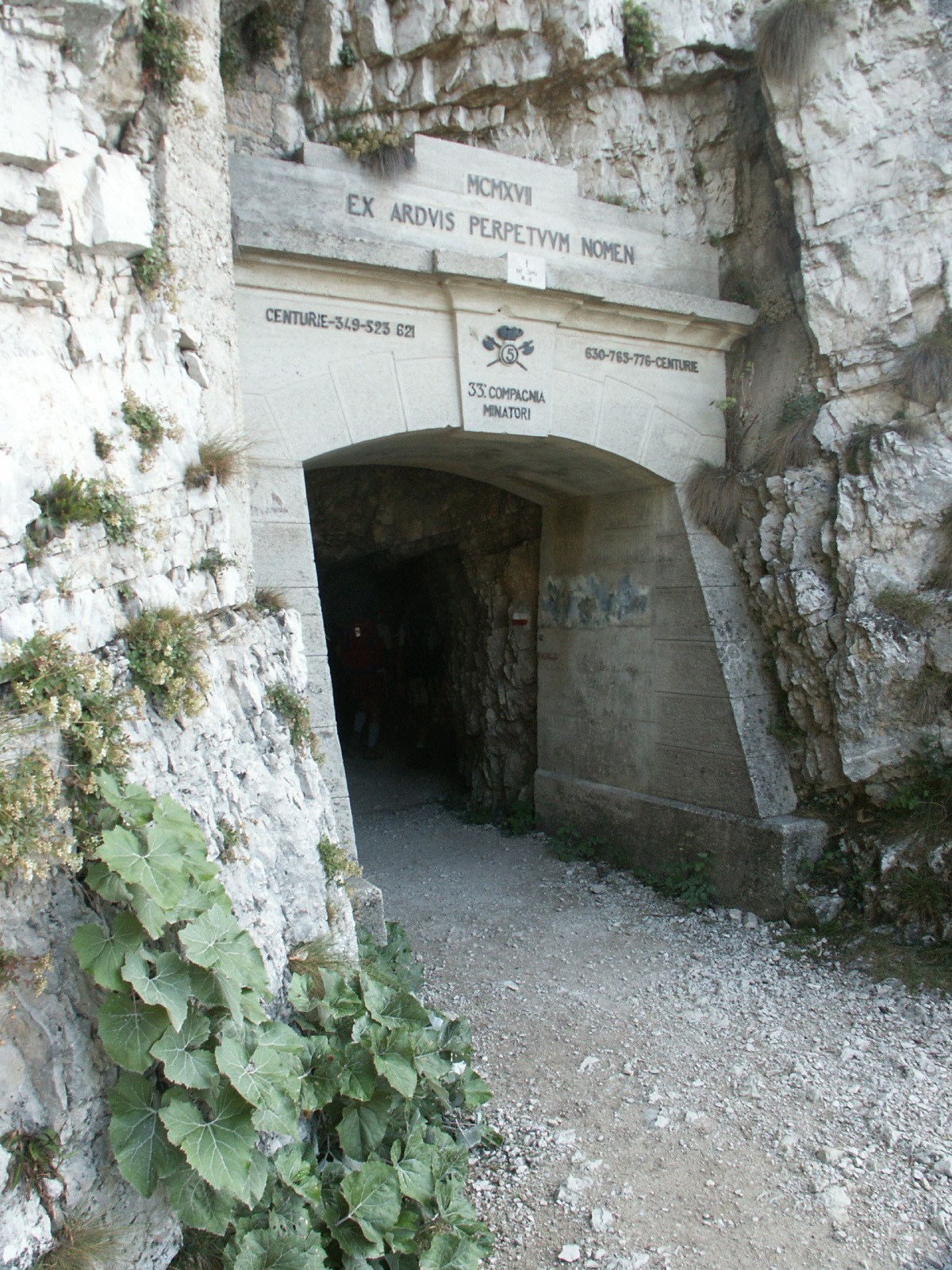
Militärstraße in den Alpen aus dem Ersten Weltkrieg, bekannt als Strada delle 52 Gallerie

Im gesamten Alpenraum besteht heute noch ein weit gespanntes Netz von ehemaligen Militärstraßen. So baute Österreich in der Mitte des 19. Jahrhunderts in den Alpen eine neue Heerstraße aus dem oberen Etschtal durch das südliche Tirol (später als Südtirol zu Italien gehörend) mit dem Ziel, mit Truppen nicht durch Schweizer Gebiet ziehen zu müssen. Die alpinen Straßen haben vielfach ihren Ursprung in Konflikten zwischen Italien und Frankreich in den Seealpen und im Wesentlichen aus Zeiten des Ersten Weltkrieges und Konflikten zwischen Italien und Österreich-Ungarn im heutigen Trentino und Südtirol.
Eindrucksvoll ist der Verlauf dieser Straßen, die teilweise an senkrechten Felswänden im kompakten Fels gebaut wurden. Bestes Beispiel ist die Strada delle 52 Gallerie. Genutzt wird dieses historische Wegenetz heute gerne von Wanderern und Mountainbikefahrern, da die Wege mit relativ flachen Steigungen hochalpine Regionen erschließen. In früheren Zeiten wurde über diese Straßen der gesamte militärische Nachschub organisiert. Auch tonnenschweres Militärgerät, zum Beispiel Kanonen, musste bergauf transportiert werden können. Im italienischen Trentino und Südtirol folgt heute der Sentiero della Pace, der Friedensweg, den ehemaligen Militärstraßen und tangiert hierbei die ehemaligen Kriegsschauplätze.

## Heerstraßen heute
In zahlreichen Städten und Landgemeinden Deutschlands finden sich auch im 21. Jahrhundert noch Straßen, die den Begriff „Heerstraße“ in ihrem von der Stadt- oder Gemeindeverwaltung festgelegten Namen haben oder auch als überregionale Straßen mit diesem Begriff belegt sind. Dies sind beispielsweise „Heerstraße Brandenburg–Magdeburg“, „Bonn-Aachener Heerstraße“, „Münder Heerstraße“, „Bernauer Heerstraße“ von der Zitadelle Spandau in Richtung Osten bis Stettin, aber auch „Bernauer Heerstraße“ in Frankfurt (Oder), „Bremer Heerstraße“ in Oldenburg, „Osterholzer Heerstraße“, „Leher Heerstraße“, „Horner Heerstraße“, „Bremerhavener Heerstraße“, „Bremer Heerstraße“, 
„Oslebshauser Heerstraße“, „Gröpelinger Heerstraße“, „Waller Heerstraße“ sowie „Schwachhauser Heerstraße“ in Bremen, „Celler Heerstraße“ in Braunschweig, „Hannoversche Heerstraße“ in Celle, „Alte Heerstraße“ in St. Augustin und Kaarst, „Heerstraße (Berlin)“, „Heerstraße“ in Bad Neuenahr, Bonn, Köln, Herne, Hilden, Mülheim an der Ruhr, „Heerstraße“ als Teilabschnitt der Altstraße „Elisabethenstraße“ in Frankfurt am Main-Praunheim, Wiesbaden und Hadmersleben.